# Ethelumoris setosus
Ethelumoris setosus es una especie de crustáceo isópodo terrestre de la familia Armadillidae.

## Distribución geográfica
Es endémica de la isla de Fernando Póo (Guinea Ecuatorial).